# Christoph Hedinger
Christoph Ernst Hedinger (* 5. Februar 1917 in Basel; † 12. Januar 1999 in Zürich) war ein Schweizer Pathologe und Rechtsmediziner.

## Leben
Er war der Sohn des Schweizer Pathologen Ernst Hedinger (1873–1924) und studierte Medizin in Zürich mit der Promotion 1944 (Dissertation: Beiträge zur pathologischen Anatomie der Contusio und der Commotio cordis). Er habilitierte sich 1953 in Zürich (These: Zur Pathologie der Hämochromatose. Hämochromatose als Syndrom) und wurde Prosektor am Kantonsspital Winterthur. 1959 wurde er Titularprofessor in Zürich und 1965 ausserordentlicher Professor in Zürich und 1966 in Lausanne. 1970 bis zur Emeritierung 1987 war er ordentlicher Professor an der Universität Zürich.
Von ihm stammt die WHO-Klassifizierung von Schilddrüsen-Tumoren. Nach ihm ist das Hedinger-Syndrom benannt. 1953 beschrieb er mit Peter Isler das metastasierende Dünndarmkarzinom.
Christoph Hedinger war von 1953 bis 1974 Redakteur der Schweizerischen Medizinischen Wochenschrift.
1989 erhielt er die Rudolf-Virchow-Medaille.
Er war Ehrenmitglied der französischen und Schweizer Gesellschaften für Pathologie und der Schweizer Akademie für medizinische Wissenschaften und wurde 1984 als Mitglied in die Deutsche Akademie der Naturforscher Leopoldina aufgenommen.

## Schriften (Auswahl)
- als Herausgeber: Thyroid Cancer, Springer 1969 (Konferenz Lausanne 1968)
- Histological Typing of Thyroid Tumours, WHO. World Health Organization. International Histological Classification of Tumours, Springer 1974, 1988, ISBN 978-3-540-19244-2